# Yadira Lira
Yadira Lira Navarro (Arcelia, Guerrero, 7 de octubre de 1973) es una exatleta y entrenadora mexicana, cuya especialidad es el karate. En julio de 2018, fue elegida como diputada local en Puebla para el periodo 2018-2021.
Como deportista, ganó dos veces el Campeonato Mundial de Karate (2004 y 2010) y fue subcampeona en la edición de 2006, celebrada en Tampere, Finlandia. En 2010, ganó la medalla de plata en los Juegos Centroamericanos y del Caribe en Mayagüez, Puerto Rico. En 2011 obtuvo una medalla de plata en los Juegos Panamericanos de Guadalajara, lo que le valió para ser galardonada con el Premio Nacional del Deporte. Se retiró de las competencias en 2012 para convertirse en entrenadora de la selección juvenil de karate de México.

## Trayectoria deportiva
Inició en el karate a los 16 años, de la mano del entrenador Koichi Choda de la BUAP. Después de consagrarse como campeona universitaria, obtuvo la clasificación al Campeonato Mundial de Karate-Do Shitō-ryū en 1993, donde obtuvo una medalla de bronce. En 1996, Lira consiguió el subcampeonato mundial universitario, además de convertirse en bicampeona del Mundial de Karate-Do Shitō-ryū, celebrado en Puebla, México. Lira también participó en la edición del Mundial de Karate-Do Shitō-ryū en Japón en el 2000, obteniendo dos medallas de bronce; y en la edición de 2003 en Moscú, Rusia, donde ganó medallas de oro, plata y bronce.
En el Campeonato Mundial de Karate de 2004, celebrado en Monterrey, México, Lira se consagró campeona en la categoría kumite de menos de 60 kilogramos. En la edición de 2006, en Tampere, Finlandia, Lira obtuvo el subcampeonato en la categoría de kumite abierto. En 2008, ganó una medalla de oro en la categoría femenil abierta en el XXII Campeonato Panamericano de Karate, en Caracas, Venezuela; y una de bronce en la categoría -60 kg.
En el Campeonato Mundial de Karate de 2010, en Belgrado, Serbia, la mexicana ganó el oro en la categoría de kumite de menos de 68 kilogramos. Ese mismo año, Lira participó como parte de la delegación mexicana en los Juegos Centroamericanos y del Caribe en Mayagüez, Puerto Rico, donde obtuvo una medalla de plata.
En 2011, consiguió otra presea plateada, esta vez en los Juegos Panamericanos de Guadalajara de 2011, en la categoría 61-68 kg.
Su trayectoria le valió la obtención del Premio Nacional del Deporte en 2011, premio al que había aspirado en 2004 tras conseguir el campeonato mundial, pero al que no pudo competir por un conflicto de fechas. En 2012 anunció su retiro como deportista profesional.
En 2013, Lira dirigió al equipo mexicano en el Campeonato Juvenil Panamericano de la especialidad, celebrado en Colombia.

## Trayectoria política
En marzo de 2018, fue designada por la coalición Juntos Haremos Historia como candidata a diputada local en Puebla por el distrito 16. Fue elegida para la LX Legislatura local, correspondiente al periodo 2018-2021.
Para agosto de 2019, la legislatura le aprobó licencia por tiempo indefinido para ocupar la titularidad del Instituto Poblano del Deporte (INPODE) en el gobierno de Miguel Barbosa. Ocuparía el puesto durante la administración de Sergio Salomón Céspedes Peregrina hasta principios de junio de 2024, cuando renunciaría por causas personales.

## Vida personal
A pesar de ser originaria del estado de Guerrero, ha radicado buena parte de su vida en Puebla, representando a la entidad en diferentes competencias.  En su formación académica, es egresada en Administración de Empresas Turísticas por la Universidad Interamericana de Puebla.
Así mismo, se desempeñó profesionalmente como parte de la planta académica de la Benemérita Universidad Autónoma de Puebla (BUAP). Es referida como «poblana por adopción» y ha sido reconocida por el Congreso de Puebla, la BUAP y el gobierno local.
En 2011, obtuvo el Reconocimiento Nacional a las Mujeres en el Deporte por parte del Instituto Nacional de las Mujeres.